# Мемнон
Мемнон (грч. Μέμνων) је у грчкој митологији етиопски владар, син Титона и богиње Еоје, братанац тројанског краља Пријама.

## Митологија
Мемнон је рођен у Етиопији, заједно са братом Ематионом и када је његов отац прешао у Азију, у Сузу, он је остао да влада овом земљом. Он се са многим другим јунацима прикључио Тројанском рату на страни Тројанаца. Диктис Крићанин, аутор псеудохронике Тројанског рата пише даје Мемнон, син Титонов стигао у Троју са великом војском која је бројала хиљаде индијанаца и етиопљана који су користили различита наоружања. Описан је као јунак, узвишене лепоте и деловања, са мачем који му је исковао Хефест. Борио се са Ајантом, а онда и Антилохом, Несторовог сина, кога је убио, па је и сам пао од Ахиловог мача, као жртва Ахилове освете. Судбина Мемноновог оклопа није позната, говорило се да је Мемнонов мач касније пронађен у Асклепијевом храму у Никомедији, док је оклоп или спаљен кад је кМемнон кремиран или га је Ахил однео да га спали на погребној ломачи Антилоха.
Сахрањен је у Етиопији, а према легенди су из његовог пепела настале птице, такозване мемноиде, које се се поделиле у два јата међусобно супротстављена попут два народа и које су сваке године на годишњицу Мемнонове смрти летеле до његове гробнице са мокрим крилима из реке Есеп, како би водом скинуле прашину са његовог гроба. Веровало се да је Мемнонова мајка његове сународнике Етиопљане који су га сахранили претворила у та необична створења, како би оплакала смрт свог сина. О Мемноновој смрти постоји и другачије предање. Наиме, неки верују да је умро на свом престолу и да две статуе Аменофиса III код Тебе обележавају његов гроб. Према легенди, једна од њих у зору испушта чудне звуке као Мемнонов поздрав мајци, богињи зоре.
Мемнонова смрт је опширно описана у изгубљеном епу Етиопида, насталом после Илијаде, око 7. века п. н. е. Квинтус Смирњанин такође бележи Мемнонову смрт у Постхомерици.
Каснији римски и класични грчки писци верују и наводе да Мемнон потиче из Етиопије, али то су само претпоставке пошто оригинално историјско дело Арктина из Милета није сачувано у потпуности, већ само фрагменти. Већина чињеница о Мемнону потиче од постхомерских грчких и римских песника. Хомер Мемнона само успутно спомиње у Одисеји, без икаквих чињеница.